# Jean Lhermitte

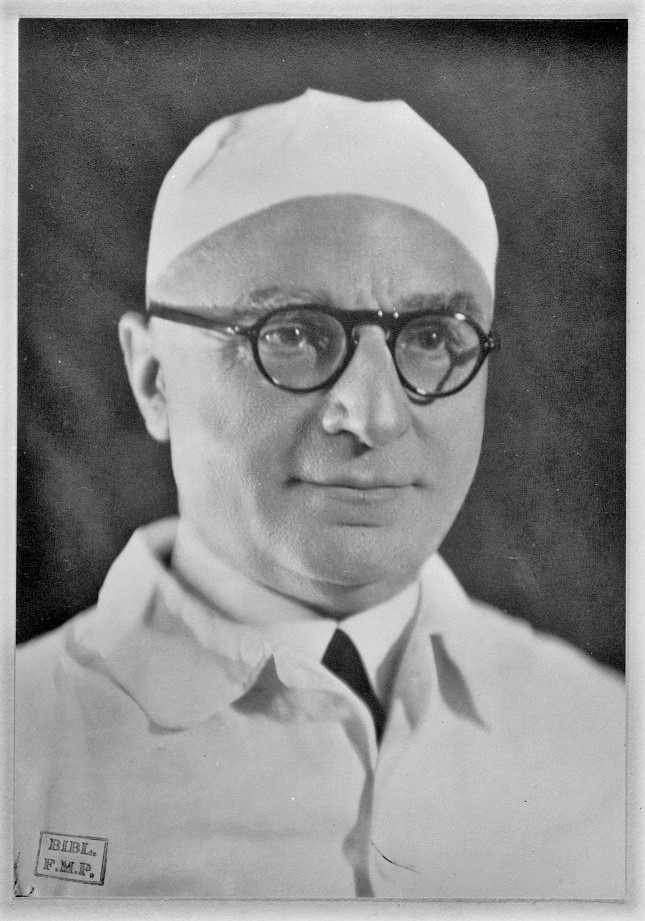
Jean Lhermitte

Jean Jacques Lhermitte (* 20. Januar 1877 in Mont-Saint-Père, Département Aisne; † 24. Januar 1959 in Paris) war ein französischer Neurologe und Neuropsychiater.

## Leben
Sein Vater war Künstler. Nach der frühen Ausbildung in Saint-Étienne studierte Jacques Jean Lhermitte Medizin in Paris. Er promovierte 1907 und spezialisierte sich im Fach Neurologie. 
1908 wurde er Leiter einer Nervenklinik, später auch Professor für Psychiatrie und Direktor des Hôpital Salpêtrière. Während des Ersten Weltkriegs untersuchte er Rückenmarksverletzungen und beschäftigte sich mit Neuropsychiatrie. 
Er veröffentlichte Publikationen über visuelle Halluzinationen und erkundete als tiefreligiöser Mann die Grauzone zwischen Theologie und Naturwissenschaft. In diesem Zusammenhang führte er auch Studien zu Besessenheit und Stigmatisation durch. 
Nach ihm sind das Lhermitte-Zeichen und das Lhermitte-Duclos-Syndrom benannt.